# Quinten Huijbers
Quinten Huijbers is een Nederlands voetballer die als middenvelder voor FC Eindhoven speelt. Hij is een kleinzoon van Willy van de Kerkhof.

## Carrière
Quinten Huijbers speelde in de jeugd van Unitas '59, waar hij in 2019 vertrok om bij FC Eindhoven in het onder-19-elftal te spelen. Hij debuteerde in het eerste elftal van FC Eindhoven op 30 augustus 2019, in de met 2-1 gewonnen thuiswedstrijd tegen Go Ahead Eagles. Hij kwam in de 89e minuut in het veld voor Alvin Daniels.

### Statistieken
| Seizoen                        | Club           | Land           | Competitie     | Competitie | Competitie | Beker | Beker | Totaal | Totaal |
| Seizoen                        | Club           | Land           | Competitie     | Wed.       | Dlp.       | Wed.  | Dlp.  | Wed.   | Dlp.   |
| ------------------------------ | -------------- | -------------- | -------------- | ---------- | ---------- | ----- | ----- | ------ | ------ |
| 2019/20                        | FC Eindhoven   | Nederland      | Eerste divisie | 1          | 0          | 0     | 0     | 1      | 0      |
| Carrièretotaal                 | Carrièretotaal | Carrièretotaal | Carrièretotaal | 1          | 0          | 0     | 0     | 1      | 0      |
| Bijgewerkt op 31 augustus 2019 |                |                |                |            |            |       |       |        |        |